# Tetratheca bauerifolia
Espèce
Classification APG III (2009)
Tetratheca bauerifolia, localement appelé Heath pink-bells, est une espèce de petits arbustes de la famille des Tremandraceae selon la classification classique, ou de la famille des Elaeocarpaceae selon la classification APG III. Elle est endémique à l'est de l'Australie.
Ce sont des petits arbustes qui peuvent atteindre jusqu'à 30 cm de haut. Ses fleurs roses apparaissent entre septembre et décembre dans son aire de répartition naturelle.
L'espèce a été décrite tout d'abord par le botaniste Ferdinand von Mueller en 1853 dans Synopsis Tremandrearum.
Elle pousse au Victoria et en Nouvelle-Galles du Sud.